# Södermanlands runinskrifter 45
Södermanlands runinskrifter 45 är en vikingatida runsten av gnejs i Stora Släbro, Sankt Nicolai socken (nu Nyköping) och Nyköpings kommun.
Runstenen är av grå granit, 1,13 meter hög, 1,52 meter bred (i NNÖ-SSV riktning) och 0,26 meter tjock. Runhöjden är 6-15 centimeter.

## Inskriften
Translitterering av runraden:
: kaiʀf--tr : aistfari : raisþu : stain : þansi : eftiʀ : frayst... ...-[r :] sin : auk at ruakn : bruþur si:n (u)...þr : uinurniʀ :
Normalisering till runsvenska:
Gæiʀf[as]tr, Æistfari ræisþu stæin þannsi æftiʀ Frøyst[æin], [faðu]r sinn, ok at Vrang/Vagn/Vranga, broður sinn. ... uinurniʀ.
Översättning till nusvenska:
Gerfast, Estfare reste denna sten efter Frösten, sin fader, och efter Rang/Vagn/Ragne, sin broder. ...
Samme Frösten nämns förmodligen även på Sö 367, fast 10 eller 20 år tidigare. Från de båda runstenarna kan man dra följande slutledningar kring denna sörmländska släkt:

Frösten och Rolv var bröder. Frösten hade tre söner, Vagn, Gerfast och Estfare. Rolv var gift med Öborg och hade två söner, Håmund och Ulv.